# 14322 Shakura
14322 Shakura eller 1978 YM är en asteroid i huvudbältet som upptäcktes den 22 december 1978 av den rysk-sovjetiske astronomen Nikolaj Tjernych vid Krims astrofysiska observatorium på Krim. Den har fått sitt namn efter Nikolai Shakura.
Asteroiden har en diameter på ungefär 3 kilometer.